# Paul Valkema Blouw
Paul Valkema Blouw (Dordrecht, 17 januari 1916 - Amsterdam, 25 november 2000) was een Nederlandse antiquaar en boekhistoricus. Zijn belangrijkste werk is Typographia Batava, 1541-1600 -repertorium van boeken gedrukt in Nederland tussen 1541 en 1600. Valkema Blouw heeft dertig jaar aan dit repertorium gewerkt. Voor het overgrote deel van die periode werd hij ook niet bezoldigd voor deze arbeid. Hij publiceerde daarnaast tientallen artikelen. De Engelstalige artikelen verschenen in Quærendo, een vaktijdschrift op het gebied van de boekgeschiedenis. De Nederlandstalige artikelen verschenen in tijdschriften als onder meer De Gulden Passer en Doopsgezinde Bijdragen. In 1978 ontving Valkema Blouw voor zijn verdiensten op het gebied van de boekgeschiedenis de driejaarlijkse Menno Hertzbergerprijs. 

## Biografie
Paul Valkema Blouw was het oudste kind van Jan Paul Valkema Blouw en Afina Maria Dekker. Zijn vader was auteur van een aantal jeugdboeken, beeldend kunstenaar en werkte daarnaast als docent. Zijn jeugd bracht hij door in Apeldoorn waar zijn vader docent natuurkunde was aan het Apeldoorns Gymnasium. Aan die school behaalde Paul in 1934 ook het einddiploma. In hetzelfde jaar ging hij in Utrecht als volontair werken bij het antiquariaat van J.L. Beijers. In 1946 stelde de belangrijkste aandeelhouder en gedelegeerd commissaris, zijn oom de psychiater dr. H.C. Valkema Blouw (1883-1953), iemand als mededirecteur aan met wie Valkema Blouw niet kon samenwerken. 
In 1947 verliet hij dan ook hij deze firma en ging kunstgeschiedenis studeren aan de universiteit van Amsterdam. Hij werkte daarnaast voor het Internationaal Antiquariaat van Menno Hertzberger, maar handelde ook zelf in oude boeken, tekeningen en prenten. In 1954 trouwde hij met de hoedenontwerpster Elly de Vries (1910-2002) die in de periode 1960-1970 een aantal couturier zaken had onder de naam Elly Valkema Blouw. Blouw staakte de studie kunstgeschiedenis en het echtpaar vestigde zich in Arnhem. Het huwelijk werd in 1969 ontbonden.
In 1967 werd hij door de hoogleraar en boekhistoricus Herman de la Fontaine Verwey aangezocht om een bibliografie te voltooien van gedrukte boeken uit de periode 1541- 1600 waar de antiquaar en uitgever Bob de Graaf en zijn echtgenote Emmy de Graaf-Luiks mee waren begonnen. In die beginperiode viel het project onder de verantwoordelijkheid van de naar Frederik Muller vernoemde Stichting Frederik Muller en werd het gefinancierd door de Nederlandse Organisatie voor Wetenschappelijk Onderzoek. Na drie jaar viel de financiering van de laatste organisatie echter weg. Vanaf dat moment werkte Valkema Blouw vrijwel geheel onbezoldigd nog 27 jaar vrijwel iedere dag aan de bibliografie door. Het werk werd in 1998 uitgegeven. Eind 2000 overleed Valkema Blouw op de leeftijd van 82 jaar.

## Typographia Batava, 1541-1600
Typographia Batava, 1541-1600 bevat 7438 titels. Er moet in die periode een veelvoud van gedrukte boeken geproduceerd zijn. Veel is verloren gegaan. Gebruiksdrukwerk zoals bijvoorbeeld almanakken werden al snel door het intensieve gebruik onbruikbaar en werden na het betreffende jaar weggegooid. Ongeveer 450 van de 7438 titels zijn alleen bekend omdat deze in andere bronnen worden genoemd. Van veertig procent van de titels is slechts een exemplaar bewaard gebleven. 
Het eerste deel bevat een inleiding over de voorgeschiedenis van het project en een verantwoording door A.C. Schuytvlot, die het boek voor de uitgave gereed maakte. Daarna volgen de titelbeschrijvingen van A tot Z. Het tweede deel beschrijft de ’Overheidspublicaties’ en heeft een aantal uitvoerige registers, zoals een ’Titelregister’, ’Drukkersregister’, ’Register van Plaatsnamen en Drukkers’ en ’Kopijuitgaven’.
Typographia Batava, 1541-1600 is van bijzonder belang voor de geschiedenis van het reformatorische drukwerk in de zestiende eeuw. Veel van de arbeid van drukkers die reformatorisch materiaal drukten of materiaal over de opstand tegen het Spaanse gezag was illegaal. Veel drukken verschenen dan ook anoniem, onder een schuilnaam of werden geantedateerd. Drukkers en uitgevers liepen dan ook aanzienlijke risico’s. Een aantal drukkers week uit naar gebied dat buiten het Spaanse gezag lag, zoals het hertogdom Kleef, Hamburg en Emden. 
Paul Valkema Blouw bracht een archief bijeen op grond waarvan hij anonieme of pseudonieme drukken aan een bepaalde drukker kon toeschrijven. Dat gebeurde dan door een analyse op basis van een combinatie van lettertypen, initialen, vignetten, ornamenten en gewoonten van een drukker voor de formaatkeuze of wijze van paginering. Dit werd – indien aanwezig en gevonden – aangevuld met archivalia, brieven en egodocumenten. Van de oorspronkelijk bijeengebrachte titels was van ruim 30% de drukker onbekend. Door de arbeid van Valkema Blouw is dat gereduceerd tot slechts 3 %, ongeveer 275 titels. 

### Boeken
- 1983 – The Leiden ‘Afdrucksel’. A Type Specimen of the Press of Willem Silvius in Its Last Days (1582). A facsimile with an introduction and notes by Paul Valkema Blouw. P. Lugt.
- 1998 – Typographia Batava, 1541-1600-repertorium van boeken gedrukt in Nederland tussen 1541 en 1600. Brill / Hes & De Graaf

### Artikelen
- 1979 - Drukkers en uitgevers te Delft. De eerste eeuw. De stad Delft. Cultuur en maatschappij tot 1572.
- 1980 - Propaganda voor de Aflaat van Saintes. Hellinga Festschrift.
- 1984 - Van Friese herkomst : de Chronyk Historie, Noortwitz 1579. Philologia Frisica.
- 1984 - Printers to Hendrik Niclaes: Plantin and Augustijn van Hasselt. Quaerendo.
- 1985 - Mennonitica en bibliografisch onderzoek. Theologie in de universiteitsbibliotheek in Amsterdam.
- 1986 - Augustijn van Hasselt as a printer in Vianen and Wesel (twee delen). Quaerendo.
- 1987 - The secret background of Lenaert der Kinderen's activities, 1562-7. Quaerendo.
- 1988 - A further book printed in Vianen and Wesel. Quaerendo.
- 1988 - Plantin's betrekkingen met Hendrik Niclaes. De Gulden Passer.
- 1988 - Gillis Coppens van Diest als ondergronds drukker, 1566 to 1567,. Liber amoricum H. D.L. Vervliet.
- 1989 - Nicolaas Biestkens van Diest in duplo, 1558 – 1583.Theatrum Orbis Liborum.
- 1989 - Een onbekende doperse drukkerij in Friesland. Doopsgezinde Bijdragen.
- 1989 - A Haarlem press in Sedan and Emden (1561-9) Part one: Haarlem. Quaerendo.
- 1989 - A Haarlem press in Sedan and Emden (1561-9) Part two: Sedan and Emden. Quaerendo.
- 1989 - De eerste drukkers voor de stad Leiden. Jan Moyt Jacobsz en Andries Verschout, 1574 to 1578. Uit Leidse bron geleverd.
- 1990 - Willem Silvius's remarkable start, 1559-62. Quaerendo.
- 1991 - Printers to the 'arch-heretic' David Joris Prolegomena to a bibliography of his works.Quaerendo.
- 1991 - Drukkers voor Menno Simons en Dirk Philips. Doopsgezinde Bijdragen.
- 1992 - De Antwerpse jaren van Niclaes Mollijns. De Gulden Passer.
- 1992 - The Van Oldenborch and Vanden Merberghe pseudonyms or Why Frans Fraet had to die. Quaerendo.
- 1992 - De drukker van Menno’s eerste Banboek. Doopsgezinde Bijdragen.
- 1993 - Een vergeten ondergrondse drukker. Herman ‘t Zangers in Steenwijk (1565-1580). Voor Bob de Graaf. Festschrift.
- 1993 - Was Plantin a member of the Family of Love? Notes on his dealings with Hendrik Niclaes.Quaerendo.
- 1994 - Willem Silvius, Christiaen Houweel and anti-Spanish propaganda, 1577 to 1579. Quaerendo.
- 1994 - Predated Protestant works in Nijhoff-Kronenberg. Quaerendo.
- 1995 - A Cologne printer working for William of Orange: Godfried Hirtzhorn jun., 1568-72. Quaerendo.
- 1995 - Varia bibliographica. Quaerendo.
- 1995 - Geheime activiteiten van Plantin, 1555-1583. De Gulden Passer.
- 1996 - De eerste drukker van Leeuwarden: Johannes Petreius. De Vrije Fries.
- 1996 - Early protestant publications in Antwerp, 1526-30. The pseudonyms Adam Amonymus in Basel and Hans Luft in Marlborow. Quaerendo.
- 1996 - A printer in four countries: Albert Christiaensz in Vianen, Sedan, Emden and Norwich (1565-70). Quaerendo.
- 1997 - An unknown Dutch printer in Germany: Nicolaes Gevaerts in Wesel and Homberg, 1571-79 (80?). Quaerendo.
- 1997 - The international career of an Emden printer (Goossen Goebens 1560-76). Quaerendo.
- 1998 - Printed in Holland: the anonymous Temporis filia Veritas, [Leiden] 1589. Quaerendo.
- 1998 - Jan Canin in Wesel, and in Emmerich. Quaerendo.
- 1999 - Anonieme drukken van Gillis van den Rade (Antwerpen 1577-1585). De Vergulde Passer.
- 2004 - Het eerste in de Lage Landen verboden boek: Summa der Godliker Scrifturen (1523). Opstellen over het boek in de Lage Landen voor Elly Cockx-Indestege.

Deze artikelen alsmede de tekst van The Leiden 'Afdrucksel'. A Type Specimen of the Press of Willem Silvius in Its Last Days (1582). A facsimile with an introduction and notes by Paul Valkema Blouw zijn door Paul Dijstelberge en Ton Croiset van Uchelen bijeengebracht in Dutch Typography in the Sixteenth Century. The Collected Works of Paul Valkema Blouw dat in 2013 verscheen. 
- Biblioteca Nacional de España: XX5386434
- Bibliothèque nationale de France: cb13592540d (data)
- Digitale Bibliotheek voor de Nederlandse Letteren: valk017
- Gemeinsame Normdatei: 123177693
- International Standard Name Identifier: 0000 0000 7821 1554
- Library of Congress Control Number: n87151446
- Nationale Bibliotheek van Letland: 000211083
- Nationale Bibliotheek van Tsjechië: jo2018998964
- Nationale Bibliotheek van Israël: 987007320140905171
- Nederlandse Thesaurus van Auteursnamen: 074613413
- LIBRIS: 387992
- Système universitaire de documentation: 05052691X
- Virtual International Authority File: 54316430
- WorldCat: E39PBJg4rrpp4KmJhJyPYGTmBP